# Leonardo Bernini
Leonardo Bernini (nachweisbar von 1705 bis 1737 in Florenz) war ein italienischer Bildwirker.
Herkunft und Ausbildung Leonardo Berninis sind unbekannt. Erstmals wird er gegen 1705 in der Bildwirkerei der Medici in Florenz, der Arazzeria Medicea, erwähnt, ab 1717 arbeitete er dort in der Werkstatt des Antonio Bronconi. Zwischen 1719 und 1730 entstand unter seiner Aufsicht die mehrteilige Teppichfolge „Vier Weltteile“, 1728 bis 1734 die Folge „Vier Elemente“. Weiter entstanden in seiner Werkstatt zwischen 1721 und 1731 eine „Landschaft mit Bäumen“ und eine weitere „Landschaft mit Bäumen und Blick aufs Meer“. Gegen 1733/34 folgte ein „Raub der Proserpina“ und 1737 ein „Sturz des Phaeton“. Nach 1737 verliert sich die Spur Berninis.